# Mauro Marino
Mauro Marino (Saluzzo, 26 gennaio 1967) è un conduttore radiofonico, personaggio televisivo e disc jockey italiano.

## Radio
Marino ha iniziato la sua carriera radiofonica nel 1990 a RTL102.5, come conduttore nella fascia serale.
Per 9 anni, dal 1991 al 2000, ha occupato costantemente il pomeriggio dalle 14 alle 17 su RDS e nei successivi 2 anni, fino al 2002, ha animato su R101 la fascia pomeridiana. Dal 2002 al 2009 ha condotto dalle 15 alle 18 Baciami su Radio Kiss Kiss. Nel 2010 è arrivato a Radio Italia dove è tuttora in onda dal lunedì al venerdì dalle 13 alle 16, in coppia con Francesca Leto.
Dal 2008 è anche ideatore e direttore artistico di Casa Sanremo, evento collaterale del festival della canzone italiana.

## Televisione
Nel 1995, è stato chiamato da Pippo Baudo a condurre il programma di Rai 1 Estate al Luna park. Nel 1997 e nel 1998, è stato scelto da Adriano Aragozzini per condurre insieme a Paola Saluzzi, su Telemontecarlo, Top Parade. In seguito ha condotto con Red Ronnie il programma Roxy Bar. Dal 1997 al 2005, ha condotto GiroFestival di Rai 3. Nel giugno 2000, ha partecipato a Striscia la notizia come testimonial di Mirabilandia in una telepromozione di 15 puntate. Nel 2003, è stato opinionista a Domenica In su Rai 1 in uno speciale sul Festival di Sanremo. Nello stesso anno ha condotto su Rai 2 Moda e musica ad Ischia. L’anno seguente ha condotto, sempre su Rai 2, Notte di note e colori. Nel 2005 e nel 2006, ha presentato il tour ufficiale del programma Amici di Maria De Filippi. Nel 2006 e nel 2007 ha condotto degli eventi del “Villaggio della bellezza” di Miss Italia ed è stato ospite alla serata finale della competizione su Rai 1.
Nel 2008 è stato il conduttore del programma Tournée, in onda su Rai International e Rai Italia TV.
Nel 2013 ha animato i pre-show dei concerti evento di Roma e Milano dei Negramaro.
Nel 2014 e nel 2015, ha animato i pre-show dei concerti negli stadi del Vasco Live Kom di Vasco Rossi.
Dal 2016 conduce, insieme a Paoletta, Aspettando Radio Italia live il concerto in onda su Radio Italia TV. Nel 2020, è stato opinionista del programma condotto da Eleonora Daniele Storie italiane, in occasione del Festival di Sanremo 2020.

## Musica, teatro e premi
Nell'estate del 1994 ha pubblicato il singolo Radio Cipolla e venne pubblicata anche una compilation. Nel 1997 è uscito il suo secondo singolo Baby. Nel 1999 è entrato nel cast del musical Grease con Lorella Cuccarini, nel ruolo di Vince Fontaine, già interpretato in precedenza da Amadeus. Con il musical ha girato i maggiori teatri italiani ed è restato in tournée fino al 2003.

## Filmografia
- Hai mai avuto paura?, (2023), regia di Ambra Principato